# Giovanni I di Salerno
Giovanni I (... – 1007) è stato un principe longobardo, di Salerno (981 – 983) e duca di Amalfi (1004 – 1007).
Figlio di Mansone I, fu da questi associato al trono del Principato di Salerno, ma il loro governo fu molto impopolare. Padre e figlio furono spodestati da una rivolta popolare che portò al potere Giovanni II. Alla morte del padre ereditò il ducato di Amalfi, sul quale regnò appena tre anni.